# Чхена жалебі
Чхена джалебі — це солодка страва зі східного штату Одіша на Індійському півостріві, десерт із чгени. Він популярний в Одіші, Західній Бенгалії, Бангладеш та інших східних регіонах Індійського півостріву. Також zulbiya Jalebi походить не з Індії, а з Ірану, де вона була відома як зульбія! До 15 століття джалебі став популярним доповненням до індійських фестивалів, весіль і навіть храмів. Джалебі — це хрустка та солодка насолода, яку люблять усі.

## Підготовка
Chhena jilapi готують так само, як і звичайні jalebis, які популярні в країні Індія. Однак основним інгредієнтом є свіжий сирний сир під назвою ченна.  Перш ніж обсмажити у фритюрі свіжу чену ретельно вимішують і згортають у форми, схожі на кренделіі. Потім повністю обсмажені кренделі з чени просочують цукровим сиропом. Chhena jilapis подають гарячими або охолодженими.

## Дивіться також
- Джалебі
- Хіра сагара
- Орійська кухня
- Бангладешська кухня

## Зовнішні посилання
- Орісадіар: Чхена Джілабі
- Чхена Джалебі